# بوباكار ديالو
بوباكار ديالو (بالإنجليزية: Boubacar Diallo)‏، هُو مُخرج أفلام بوركينابي.

## وصلات خارجية
- بوباكار ديالو على موقع IMDb (الإنجليزية)
- بوباكار ديالو على موقع ألو سيني (الفرنسية)
- بوباكار ديالو على موقع ألو سيني (الفرنسية)
- بوباكار ديالو على موقع أول موفي (الإنجليزية)
- بوباكار ديالو على موقع قاعدة بيانات الفيلم (الإنجليزية)
- بوباكار ديالو على موقع كينوبويسك (الروسية)